# Marco Clodio Flaco
Marco Clodio Flaco (en latín, Marcus Clodius Flaccus) fue un caballero romano hispano del siglo II, activo durante los imperios de Trajano y Adriano.

## Origen y carrera política
Clodio Flaco era natural del municipium Labitolosa (La Puebla de Castro, Huesca) en la provincia romana de la Tarraconense, y, como natural de él estaba adscrito a la tribu Galeria. Debió nacer a finales del siglo I o principios del siglo II, bajo el imperio de Trajano. Conocemos su carrera gracias a cuatro inscripciones conservadas en el yacimiento arqueológico de su municipio de origen, que se desarrollan de la siguiente forma:
1

M(arco) Clodio

M(arci) f(ilio) Gal(eria) Flacco

IIviro bis fla

mini tribuno              4

militum leg(ionis) III[I]

Flaviae viro praes

tantissimo civi

optimo ob plurima 8

erga rem p(ublicam) suam

merita cives Labi

tolosani et incolae

2

M(arco) Clodio

M(arci) f(ilio) Gal(eria) Flac

co IIviro bis

flamini tri       4

buno militum 

leg(ionis) IIII Flaviae 

viro praestan

tissimo et civi   8

optimo ob plu

rima erga rem p(ublicam)

suam merita

d(ecreto) d(ecurionum)

3

M(arco) Clodio

M(arci) f(ilio) Gal(eria) Flacco

IIviro bis flam(ini)

adlecto in quinq(ue) decurias ab Imp(eratore) 4

Hadriano Caes(are)

Aug(usto) trib(uno) militum

leg(ionis) IIII Flaviae in

Moesia superior(e)         8

ex test(amento) Corneliae Neillae

heredes eius

4

Genio

municipi(i)

Labitulosani

M(arcus) Clodius

Flaccus    4

Miembro de la élite local, su ordo decurionis, desempeñó dos veces el cargo de duoviro o máximo magistrado del municipio, para ser elegido flamen o sacerdote del culto imperial en ese municipio, a cuyo Genio había honrado con la cuarta inscripción recogida.

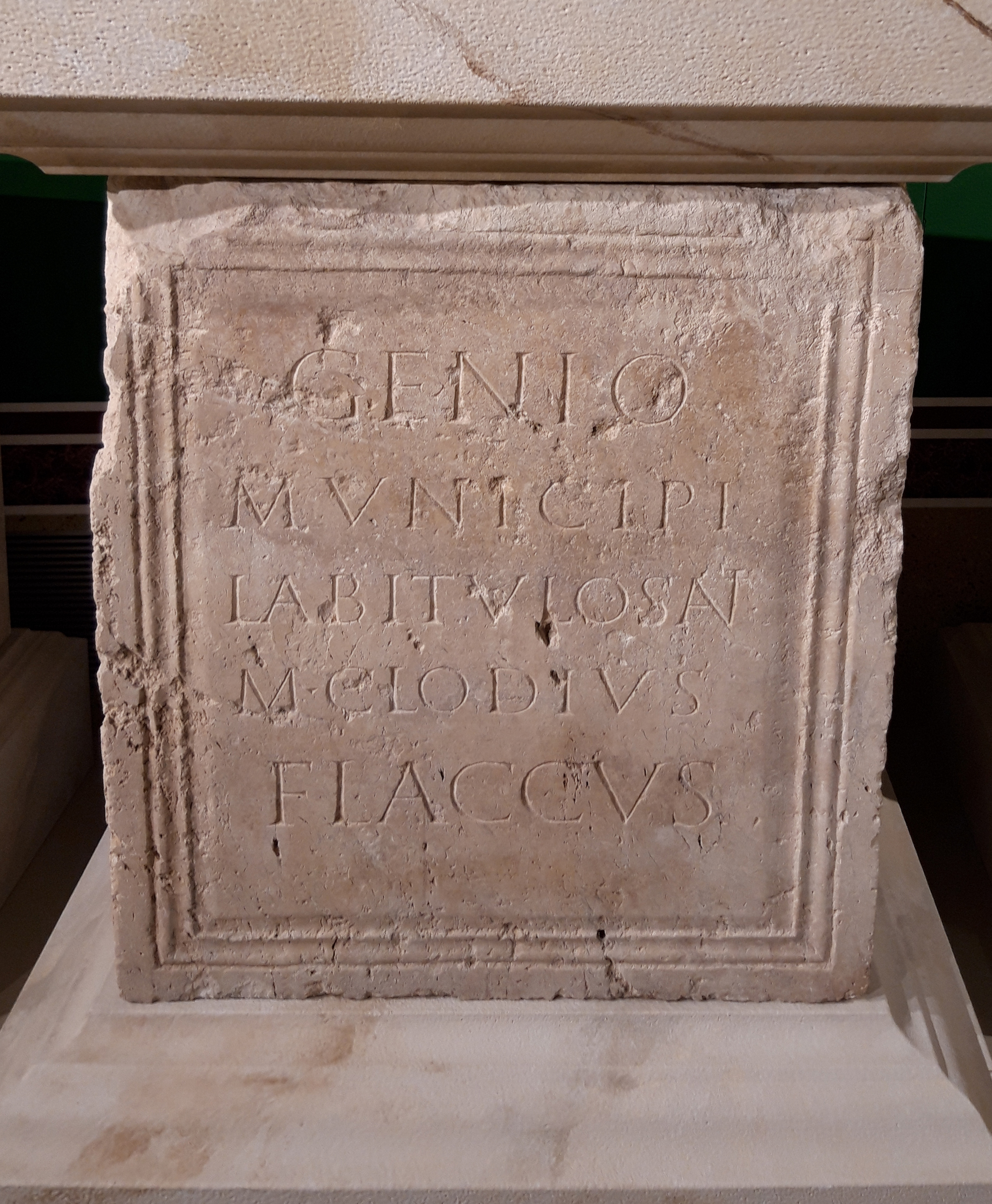
Pedestal procedente de Labitolosa correspondiente con AE 1995, 882 dedicado por el caballero Marco Clodio Flaco al Genio de su municipio

Como poseía una fortuna mínima de 400 000 sestercios, fue promovido al ordo Equester por decisión del emperador Adriano, con lo que inició su carrera pública como caballero romano como juez de las decurias de Roma y después fue nombrado tribuno militar de la Legio IV Flavia Felix en su campamento de Singidunum (Belgrado, Serbia) en la provincia Moesia Superior; durante el ejercicio de este cargo debió fallecer, por lo que fue honrado en su municipio con las inscripciones 1 y 2, respectivamente, por los ciudadanos romanos y habitantes y por el ordo decurionis del municipio, mientras que su heredera, una tal Cornelia Neila, dedicó en su honor la tercera inscripción.